# Єлькін Валентин Іванович
Валенти́н Іва́нович Є́лькін (21 вересня 1923, село Бєлкіна Касибської волості Солікамського повіту — 8 червня 1944, Кам'янець-Подільська область) — льотчик-винищувач, командир ланки 908-го винищувального авіаційного полку 141-ї винищувальної авіаційної дивізії ППО Південний фронт ППО, молодший лейтенант. Герой Радянського Союзу. Загинув у повітряному бою над околицями Проскурова.

## Біографія
Народився в сім'ї фельдшера. Мати — вчителька. Закінчив середню школу в місті Усольє, куди були по роботі переведені батьки. Школярем ходив на теоретичні заняття в Березниківському аероклубі, після школи продовжив навчання в Пермському аероклубі. Одночасно працював у школах лаборантом у фізичному та хімічному кабінетах.
У Червоній армії з січня 1941 року. Навчався в Цноріс-Цхаренській, потім у Руставській військових авіаційних школах пілотів. На фронтах війни з березня 1943 року. Був командиром ланки 908-го винищувального авіаційного полку.
Вилетівши на перехоплення ворожого літака-розвідника, і збивши його, на зворотному шляху був атакований двома Me-109. Зазнав поранень, але прийняв нерівний бій, у ході якого один винищувач противника був збитий його вогнем. Після того як власний боєкомплект був вичерпаний, Єлькін таранив другий літак і внаслідок зіткнення — загинув. Його останній бій тривав всього вісім хвилин. Похований у братській могилі в місті Хмельницький.
Указом Президії Верховної Ради СРСР від 22 серпня 1944 року за зразкове виконання бойових завдань командування на фронті боротьби з німецькими загарбниками і проявлені при цьому відвагу і геройство молодшому лейтенанту Єлькіну Валентину Івановичу посмертно присвоєно звання Героя Радянського Союзу.

## Нагороди
- Герой Радянського Союзу (звання присвоєно 22 липня 1944 року, посмертно)
- орден Леніна

## Пам'ять
- Похований у братській могилі біля Вічного вогню у місті Хмельницькому.
- У місті Усольє Пермського краю встановлена стела.
- У школі № 1 міста Усольє, випускником якої був Валентин Іванович Єлькін, відкрито меморіальну дошку.
- У місті Перм існує вулиця Єлькіна в мікрорайоні Громовський Свердловського району міста.